# (971) Alsatia
(971) Alsatia – planetoida z pasa głównego asteroid okrążająca Słońce w ciągu 4 lat i 107 dni w średniej odległości 2,64 au. Została odkryta 23 listopada 1921 roku w Observatoire de Nice przez Alexandra Schaumassa. Nazwa pochodzi od Alzacji – regionu w północno-wschodniej Francji. Przed nadaniem nazwy planetoida nosiła oznaczenie tymczasowe (971) 1921 LF.